# Torneo de Viena 2011
El Torneo de Viena es un evento de tenis que se disputa en Viena, Austria,  se juega entre el 24 de octubre y el 30 de octubre de 2011.

## Campeones
- Individuales masculinos:  Jo-Wilfried Tsonga derrota a   Juan Martín del Potro, 6-7(5), 6-3, 6-4

- Dobles masculinos:  Bob Bryan /  Mike Bryan  derrotan a  Daniel Nestor /  Max Mirnyi, 7–6(10), 6–3.